# Perino del Vaga
Perino del Vaga (ur. 1501 we Florencji, zm. 1547 w Rzymie) – włoski malarz z Florencji.
Naprawdę nazywał się Piero Buonaccorsi. Był uczniem Ridolfa Ghirlandaio, a następnie del Vagi, po którym przyjął nazwisko. Następnie został jednym z asystentów Rafaela. Wraz z nim pracował przy malowaniu Loggii Watykańskich. Jego styl ukształtował się pod wpływem Rafaela i Giulio Romano, ale kierował się bardziej w stronę ozdobności niż monumentalności. Po śmierci Rafaela w swojej twórczości zaczął zbliżać się do manieryzmu.
W 1527 roku przeniósł się do Genui, gdzie pracował nad dekoracjami Palazzo Dorii.
W Genui pozostał do późnych lat 1530-tych. W tym mieście jego manierystyczne prace pozostawiły znaczący ślad. W tym okresie był także zatrudniany w Pizie. W 1538 roku powrócił do Rzymu, gdzie został zatrudniony na dworze Pawła III. Dla papieża stworzył głównie freski poświęcone Aleksandrowi Wielkiemu (1545–1547) w Sali Paolina w Zamku Świętego Anioła.
Jego dzieła wykonane po 1520 roku przyczyniły się do rozpowszechnienia stylu Rafaela w Europie.